# حمزة تزورتزس
حمزة أندريس تزورتسيس هو متحدث عام بريطاني وباحث في الإسلام من أصل يوناني وأسلم في عام 2002. ناظر ملحدين معروفين مثل لورنس كراوس.